# Божидар Маршићанин
Божидар К. Маршићанин (Крагујевац, 28. фебруар 1855 − Београд, 29. јун 1921) био је српски полицијски чиновник, срески и окружни чиновник, као и управник града Београда од веридбе краља Александра Обреновића до Мајског преврата.

## Биографија
Рођен је 1855. године у Крагујевцу. Ту је завршио основну школу и Крагујевачку гимназију. Радио је као писар треће класе Управе града Београда од 1878. године, а затим је био срески начелник у Рековцу, те потом начелник Тимочког, Крагујевачког, Поречког, Подунавског и Моравског округа.
Иако је важио за човека у немилости краља Милана Обреновића, био је лојалан династији. Краљ Александар Обреновић га је 13. јула 1900. године именовао за управника града Београда и тада је постао човек од највећег краљевог поверења. У време када је постало јасно да краљица Драга неће родити наследника престола, што је угрожавало опстанак династија, појавиле су се тврдње да црногорски принц Мирко Петровић претендује на српски престо. Маршићанин је посредовао у откупу 104 писма принца Мирка у којима се говори о овоме и септембра 1902. године их предао краљу Александру. Мада никад нису јавно употребљена, писма су нестала после преврата и никад нису пронађена.
Један од послова којима се бавио била је и краљева безбедност, где је забележио бројне успехе, али се касније у мемоарима жалио да је долазило до честог сукоба са другим органима у тој области чија се надлежност преплитала, те да је на располагању имао мало поузданих и обучених људи. Активно је радио на повећању броја обучених полицијских службеника, њиховом усавршавању и професионализацији рада полиције.
Маршићанин је краља у више наврата упозоравао на поуздане изворе о постојању завере и одговарао га од учешћа на појединим јавним манифестацијама, мада је умео оценити и које су полицијске доставе на ту тему биле обична оговарања и подметања. Успео је открити да краљев ађутант Михаило Наумовић, иначе потомак Наума Крнара који је био Карађорђев пратилац и који је с њим убијен у Радовањском лугу, јесте учесник завере против краља. Ове наводе је краљ одбацио, пошто је био чврсто уверен у Наумовићеву оданост.
Са места управника града Београда, Маршићанин је смењен 29. маја 1903. године, односно у ноћи Мајског преврата када су убијени краљ Александар и краљица Драга. Мада је очекивао репресију превратничког режима будући да је био човек од краљевог великог поверења, до тога није дошло, те се након смене повукао из јавног живота. Први светски рат је провео у Трстенику и о томе је објавио књигу Успомене из збега.
Умро је 29. јуна 1921. године у Београду. Сахрањен је на Новом гробљу у Београду.

## Одликовања
- Таковски крст
- Орден Белог орла

## Занимљивости
- У телевизијској серији Крај династије Обреновић из 1995. године, Маршићанина је глумио Иван Бекјарев.
- Праунук његовог рођеног брата је Драган Маршићанин.